# أرهو
الأرهو (بالصينية: 二胡; البينيين: èrhú) هي من أهمّ الآلات الموسيقية الوترية الصينية التقليدية. تتكون من مكونات بسيطة هي ذراع خشبي رفيع طوله نحو ثمانين سنتيمترا، ووترين على الذراع الخشبي، وأنبوب على شكل فنجان قهوة تحت الذراع، وقوس مصنوع من ذيل حصان. صوت آلة الأرهو قوي التعبير، حتى يستطيع أن يقلد صوت غناء الإنسان. لذلك، يسميها بعض الناس «كمان صينية». وتستخدم آلة الأرهو دائما في التعبير عن المشاعر العميقة لأن صوتها حزين قليلا. يرجع تاريخ آلة الأرهو إلى أسرة تانغ الملكية من القرن السابع إلى القرن العاشر الميلاديين، وانتشرت هذه الآلة وسط أبناء الأقليات القومية في شمال غربي الصين في ذلك الوقت.